# ムコール症
ムコール症（英: Mucormycosis）は、重度の真菌感染症であり、一般的には免疫力が低い人にみられる。かつては接合菌症と呼ばれていた。症状は感染した体の部位によって異なる。最も一般的に感染する部位は副鼻腔と脳であり、これにより鼻水、顔面の片側の腫れと痛み、頭痛、発熱、組織壊死がみられる。その他の感染部位は、肺、胃や腸、皮膚があげられる。
感染経路は、一般的には、気道、汚染されている食品の摂食、ケカビ目のカビの胞子が傷口に付着することによる。人から人には感染しない。
危険因子には、頻繁に繰り返される高血糖を伴う糖尿病や糖尿病性ケトアシドーシス、白血球減少、がん、臓器移植、鉄分過剰摂取、腎臓の障害、長期間のステロイドや免疫抑制剤の使用、程度は低いがHIV/AIDS、などがあげられる。
病原体は、かつて接合菌門(Zygomycota)と総称されていたもののうち、ヒトに対して病原性を発現するクモノスカビ属(Rhizopus)、ムーコル・シルシネロイデス(Mucor circinelloides)リクテイミア属(Lichtheimia)、リゾムーコル属(Rhizomucor),  など多様な侵襲性真菌である。
ワクチンは存在せず、生存率は低い。

## 病原体
病原体は、常在菌として環境中に存在している接合菌の Rhizopus oryzae、Rhizopus microsporus、Rhizopus stolonifer(以上はクモノスカビ属)
、Mucor circinelloides、Cunninghamella bertholletiae(クスダマカビ属）、Apophysomyces elagans、Saksenaea vasiformis（サクセネア属）、Absidia corymbifera(=リクテイミア・コリンビフェラ)、Rhizomucor pusillus など。
これらの菌類は、土壌、野菜や果物など腐った有機物、厩肥に存在していることが多いが、通常は人に影響を与えない。

## 臨床像
体内深部に生じる真菌症の中でアスペルギルス症，カンジダ症，クリプトコックス症に次いで4番目に多いと報告されている。
主な感染経路は、空気中に浮遊する病原体（カビの胞子）を吸い込んだ事による気道感染である。重度免疫低下時の日和見感染によりおこる。発症すると症状は急速に進行し悪化する。
発症の危険因子は、
1. 長期間の好中球減少（白血病）[21]
2. 高容量のステロイドを長期間投与
3. リンパ球減少[22]
4. 造血幹細胞移植（骨髄移植、臍帯血移植）[23]
5. コントロール不良の糖尿病[24]
6. 輸血後の鉄過剰に対する除鉄剤であるデフェロキサミンの投与中
7. ボリコナゾール（アゾール）系薬投与中
8. 広範囲熱傷[25]
9. サイトメガロウイルス感染[13]

しかし、極まれに健康であっても発症する事がある。

## 症状
特徴的な臨床症状は無い。いくつかの病型に分類される。最も発生頻度が高いのは、鼻脳型である。
1. 鼻脳型(49%) - 高熱、黒い鼻汁、顔面壊死、意識障害、副鼻腔炎
2. 皮膚型(16%) - 紅班、潰瘍、蜂窩織炎
3. 肺型(11%) - 高熱、血痰、空洞形成。侵襲性アスペルギルス症に類似する[13][17]。血液疾患に多い病型[13]。
4. 消化管型(11%) - 腹痛、血便、穿孔性潰瘍
5. その他

括弧内()はEspinel-Ingroff ら(1987)による調査で報告された比率。

## 診断
|                  | カンジダ症      | アスペルギルス症 | クリプトコックス症 | ムコール症      |
| ---------------- | --------------- | ---------------- | ------------------ | --------------- |
| 培養検査         | 有用-非常に有用 | 病態により有用   | 有用               | 有用で無い      |
| 顕微鏡検査       | 有用            | 有用             | 非常に有用         | 非常に有用      |
| 病理組織学的検査 | 有用-非常に有用 | 有用             | 非常に有用         | 有用-非常に有用 |

※「近畿大学医学部附属病院 輸血細胞治療センター 第26回 血液学を学ぼう!」より引用し改変。
血清診断は実用化されておらず、確定診断は病理組織学的検査・真菌学的検査による。他の真菌感染との合併は確定診断を困難にするとの指摘がある。特にアスペルギルス症で使用される薬剤は効果が無いため鑑別は重要である。

診断は生検と培養により、医用画像によって感染の進行度が確認される。アスペルギルス症に似ている場合がある。一般的な治療は、アムホテリシンBとデブリードマンである。予防対策には、埃っぽい場所でのマスクの装着、水害を受けた建物との接触を避けること、園芸や特定の屋外での作業の際に皮膚が土壌と接触しないように保護すること、などがあげられる。副鼻腔の症例の約半分は進行が急速に進み致命的であり、ほとんどの症例は広範囲に広がる形態である。

## 治療
- 外科的療法

感染組織の除去（デブリードマン）。
- 薬物療法

使用可能な薬剤は少なく、ポリエン系抗真菌薬（ポリエンマクロライド）が使用される。日本ではアムホテリシンBのみが使用可能で、キャンディン系抗真菌薬は無効。抗真菌薬の予防投与は行われない。

## 疫学と歴史
ムコール症はまれであるが、おそらく報告されていない症例がある。サンフランシスコでは年間100万人に2人未満が罹患している。しかし、インドでは80倍の人が罹患している。未熟児を含む全ての年齢の人に感染する可能性がある。最初のムコール症の症例は、おそらく1855年にフリードリヒ・キュッヘンマイスターによって説明された。2004年のスマトラ島沖地震と2011年のミズリー州の竜巻の自然災害中に疾患の報告がされていた。2020年から2021年の新型コロナウイルス感染症の世界的流行中には、ムコール症とCOVID-19の関係性が報告されている。特にインドでの症例の増加は注目された。